# Movimiento Popular Unido (San Vicente y las Granadinas)
El Movimiento Popular Unido (en inlés: United People's Movement), abreviado como UPM, fue un partido político izquierdista que existió brevemente en San Vicente y las Granadinas entre 1979 y 1989. Fue liderado por Ralph Gonsalves durante sus primeros años de existencia. Apoyaba al Gobierno Popular Revolucionario de Maurice Bishop en Granada y al régimen socialista de Fidel Castro en Cuba.
Bajo el liderazgo de Gonsalves, disputó las elecciones generales de 1979, recibiendo el 13,55% de los votos a nivel nacional pero fracasando en ingresar al legislativo.  Antes de los siguientes comicios, el partido sufrió una escisión masiva cuando Gonsalves fundó el Movimiento por la Unidad Nacional, como respuesta al rechazo de la conducción partidaria a retirar su apoyo al gobierno de Castro. El partido cayó a un bajo 3,20% de los votos en 1984 y permaneció sin escaños. Recibió solo 468 votos en 1989 y se disolvió después de los comicios.